# Zelene alge
Zelene alge so eno- ali večcelični organizmi. So pomembni proizvajalci kisika. Značilna predstavnika zelenih alg sta morska solata in morsko črevo.

## Morska solata
V obrežnem pasu je zelo pogosta morska solata. Njena steljka je ploščata, zgubana in živo zelene barve. Spada med zelene alge. Prirasla je na kamenje in spominja na list zelene solate. 
Pogosta je v umazanih obrežnih vodah in tam, kjer se v morje iztekajo odplake iz kanalizacije. Če najdemo veliko zelene solate pomeni, da je tam morje onesnaženo. Ob oseki je zunaj vode in izgleda izsušena, to pa zato, ker ima zelo krhko steljko. Ko jo voda ponovno zalije, se njena steljka razprostre in dobi pravo podobo.

## Morsko črevo
Tudi morsko črevo je zelena alga. Ima dolgo, cevasto steljko. Z izrastki je pritrjena na podlago. Najdemo jo na kamnih, ko ob oseki ostanejo zunaj vode. 
Tako kakor morska solata, tudi morsko črevo dobi svojo pravo obliko ko se gladina vode ponovno dvigne.